# Pomatiopsis lapidaria
Pomatiopsis lapidaria är en snäckart som först beskrevs av Thomas Say 1817.  Pomatiopsis lapidaria ingår i släktet Pomatiopsis och familjen Pomatiopsidae. Inga underarter finns listade i Catalogue of Life.